# 小花天芥菜
小花天芥菜（学名：Heliotropium micranthum）是紫草科天芥菜属的植物。分布于俄罗斯以及中国大陆的新疆等地，生长于海拔800米的地区，多生长在荒漠地带或沙丘坡地，目前已由人工引种栽培。